# Shamkhalat de Tarki

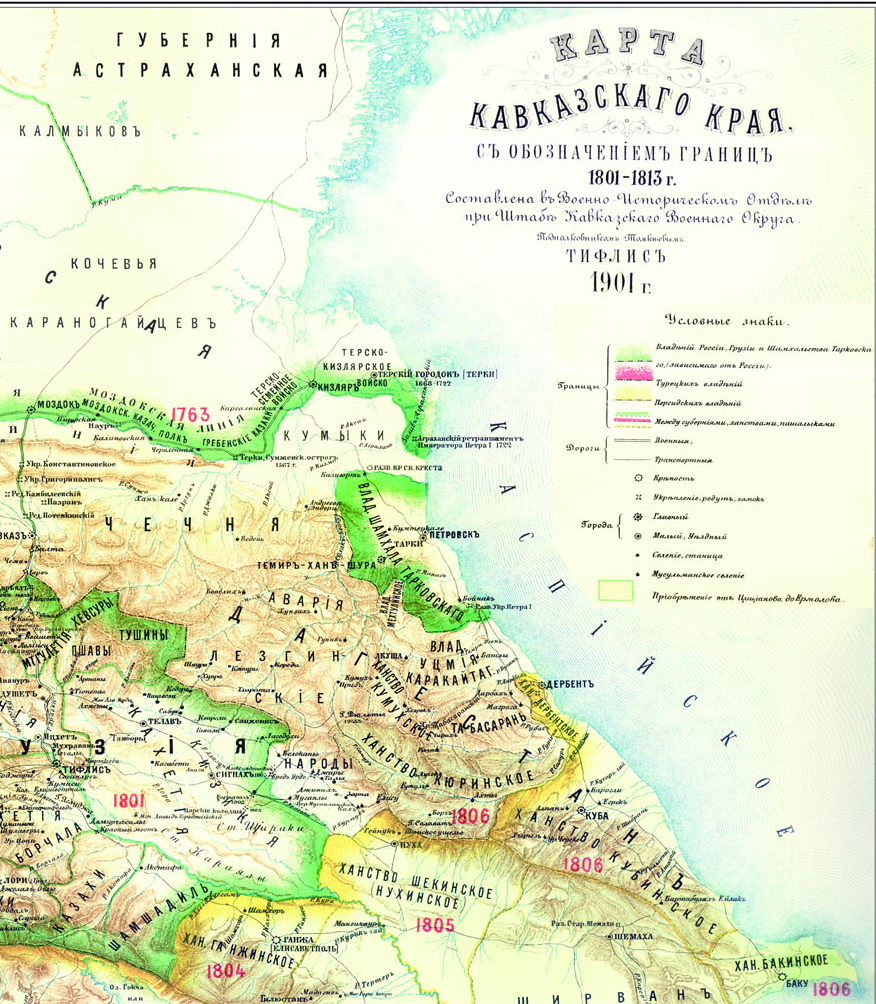
Carte du Shamkhalat de Tarki.

Le Shamkhalat de Tarki, ou Tarki Shamkhalat (également Shawhalat, ou Shevkalat, Koumyk : Таргъу Шавхаллыкъ, Tarğu Şawhallıq) est un état Koumyk,,,,,,,, de la partie orientale du Caucase du Nord, ayant comme capitale l'ancienne ville de Tarki. L'état est formé sur le territoire peuplé des Koumyks et comprend des territoires correspondant au Daghestan moderne et aux régions adjacentes. Après l'assujettissement par l'Empire russe, les terres du Shamkhalate sont divisées entre le domaine féodal de l'Empire du même nom s'étendant de la rivière Soulak aux frontières sud du Daghestan, entre les possessions Koumyk de l'Empire russe et d'autres unités administratives.
À un moment donné, le Shamkhalate dispose de vassaux de la mer Caspienne à Kabardie et Balkars. Les Shamkhals possèdent également le titre de Vali du Daghestan et ont leur résidence dans l'ancien refuge montagneux Khazar-Koumyk.
L'annexion du Tarki Shamkhalate et d'autres territoires du Daghestan par la Russie est conclue par le traité de Golestan en 1813. En 1867, le domaine féodal du Shamkhalate est aboli et sur son territoire, le district de Temir-Khan-Choura (aujourd'hui Bouïnaksk) de l'oblast du Daghestan est supprimé.
Pendant une courte période dans les années 1580-1590, le Shamkhalate fait officiellement partie de l'Empire ottoman. Depuis le XVIe siècle, l'État est une figure majeure de la politique russe jusqu'aux frontières méridionales, car il fut la principale cible et l'obstacle à la conquête de la région du Caucase.